# Буле

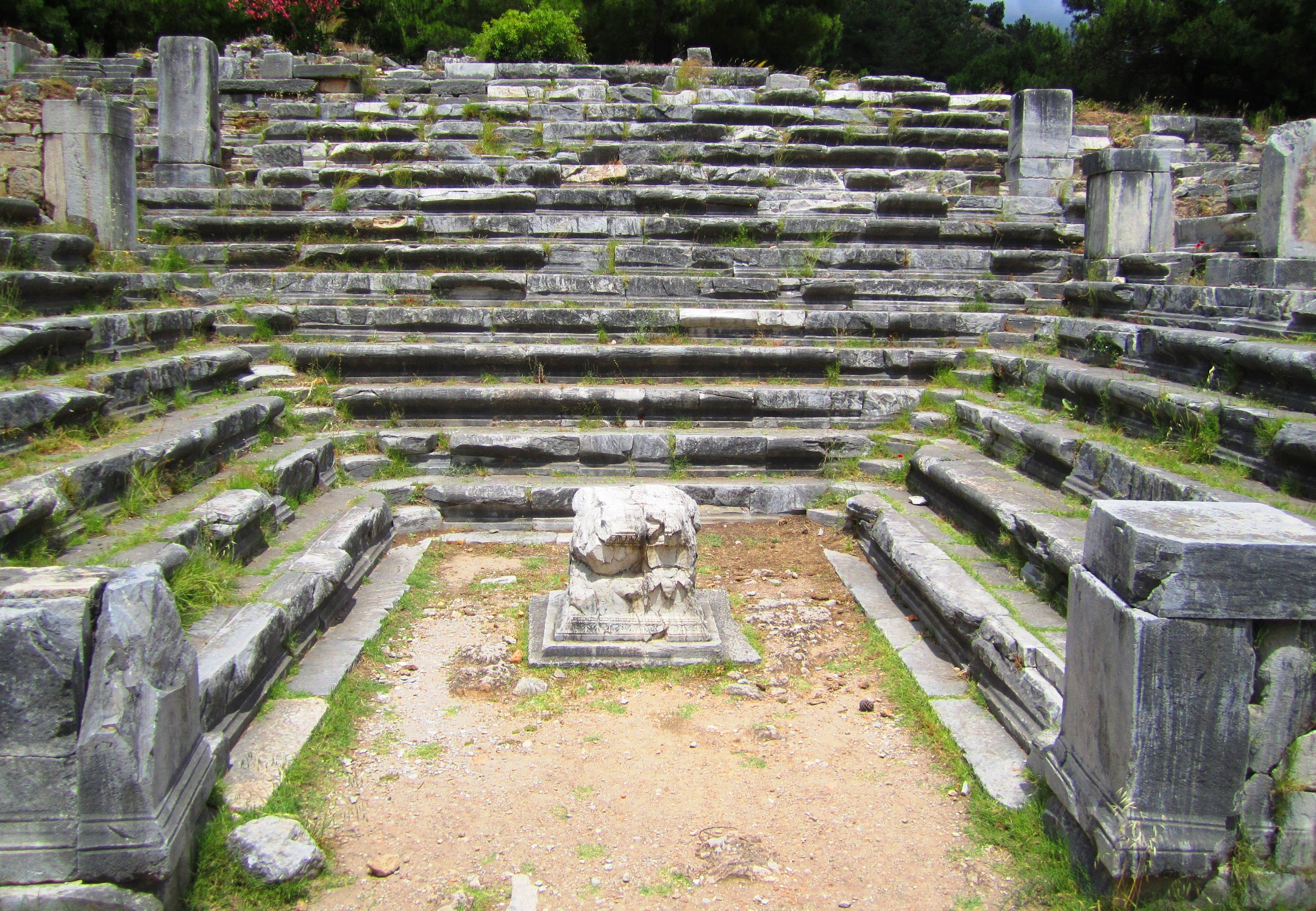
Руины булевтерия в Приене

Буле́, Булэ́ (греч. βουλή, «воля, совет, совещание») — государственный совет в Древней Греции. В монархических государствах он представлял консультативный орган при царе; в олигархических — коллегиальный орган власти, состоящий из аристократов; в демократических — муниципальный совет граждан с широкими полномочиями.
С развитием древнегреческого общества термин «буле» закрепился за государственными советами в демократических полисах. Наиболее известный афинский буле был создан Солоном, а затем усовершенствован Клисфеном в 508—507 годах до н. э. Особенностью буле Афин стал случайный выбор пятисот булевтов путём жеребьёвки среди всех полноправных граждан Аттики. Совет пятисот сочетал в себе три ветви власти: законодательную, исполнительную и судебную. Однако ни в одной из них его полномочия не были абсолютными. В таком виде буле стал оплотом афинской демократии и просуществовал вплоть до завоевания города Македонией во второй половине IV века до н. э.
По решениям Коринфского конгресса 338—337 годов до н. э. был создан общеэллинский общий совет синедрион. Фактически греческие полисы перестали быть независимыми. Их местные буле потеряли статус главных органов законодательной и исполнительной власти, над которыми могло стоять лишь Народное собрание.

## Буле в «Илиаде»
Впервые в античных источниках буле встречается уже в «Илиаде» Гомера. Агамемнон созывает совет старейшин («βουλὴ γερόντων»), чтобы за едой и вином обсудить дальнейшие действия. На нём вождь греков пересказывает сон, в котором боги требовали от него идти в атаку на Трою. Когда греки терпят поражение, Нестор уговаривает Агамемнона направить посольство к Ахиллу. Советом среди наиболее знатных греков начинается четырнадцатая песнь «Илиады». Буле Агамемнона состоит из семи героев — Нестора, Идоменея, двух Аяксов, Диомеда, Одиссея и Менелая. Агамемнон подчёркивает, что человек из народа не может участвовать в совете. Заседания буле, советы между Агамемноном и другими героями представляют движущие силы произведения. На них принимают основополагающие решения, которые затем начинают воплощать в жизнь. «Советные старцы» также упоминаются среди троянцев.
Важность совета, высказываемых на собраниях мнений и принимаемых решений, отражает тот факт, что осуществление власти, особенно в условиях войны — крайне сложное дело, которое требует ума, рассудительности, привлечения к принятию решений наиболее достойных лиц. Члены буле Агамемнона могли судить и представлять гонца в качестве послов.
Превосходство в буле, умение предлагать мудрые советы в «Илиаде» равнозначны доблести в битвах. Нестор, пытаясь примирить Ахилла с Агамемноном, описывает их как «первых в советах и первых в битвах». Сходную технику увещевания он применяет к Диомеду: «Сын Тидеев, ты, как в сражениях воин храбрейший,/Так и в советах, из сверстников юных, советник отличный». Точно также Агамемнон отчитывал шумных крикунов из народа: «Смолкни, несчастный, воссядь и других совещания слушай,/Боле почтенных, как ты! Невоинственный муж и бессильный,/Значащим ты никогда не бывал ни в боях, ни в советах». Во всех случаях в оригинале звучит «βουλῇ», которые переводят как «совет». Участие в буле в «Илиаде» по важности равнозначно проявленной доблести в битве. Так, когда Ахилл отказывается подчиняться Агамемнону, он не только прекращает участвовать в битвах, но и в Буле.
Важность, которую Гомер придаёт буле, отображена в эпитете «βουλὰς βουλεύειν» (тот, который может давать советы в Буле).
В современных источниках гомеровский «буле» может называться «герусией». В т. н. «Гомеровскую эпоху» государственный совет «буле» подразумевал совет старейшин «герусию».

## Государственные советы в Элладе
Деятельность государственных советов в государствах Эллады проходила несколько стадий развития. По сохранившимся табличкам Микенской эпохи можно сделать вывод о том, что у правителя был некий совет старцев — «ke-ro-si-a». В Тёмные века существовала властная триада: вождь — совет старейшин — народное собрание. Монархи обсуждали все важные дела с «советом старцев». Царь передавал им право судить и приказывать от его имени. Членство в таких советах принадлежало исключительно местной знати. Оно могло передаваться по наследству, либо приобретаться за те или иные заслуги. В городах, где власть принадлежала олигархам, государственный совет становится высшим органом власти. Уникальная структура государственного совета была в Спарте. В совет входили 28 избранных спартиатов старше 60 лет и оба царя. В монархических и олигархических полисах государственный совет назывался герусией (др.-греч. γερουσία, от др.-греч. γέρων — старик, старец), что дословно обозначало «совет старейшин». Кроме Спарты герусии существовали на Крите, в Элиде, Орхомене, Коринфе, Мегалополе и Мантинее. В Книде государственный совет состоял из 60 пожизненно избираемых апемонов, в Массалии — 600 пожизненных тимухов, в Эпидавре — совет распорядчиков избирали из 180 наиболее знатных и выдающихся мужей. Достаточно оригинальной была ситуация на Хиосе, где демократический Буле сосуществовал с аристократическим.
«Буле» в классическую эпоху стал названием государственного совета в демократических полисах. Как указывает автор соответствующей статьи Паули-Виссова профессор Иоганн Оелер, перечисление городов, в которых существование буле подтверждается надписями или античными источниками стало бы по своей сути перечислением всех древнегреческих полисов с демократическим типом правления. Он также подчёркивает, что в большинстве случаев сведений о них недостаточно, чтобы делать выводы об особенностях их деятельности. Так, к примеру, в Ахейском союзе существовал буле, о котором достоверно известен лишь факт его наличия. Среди историков нет единства мнений о его деятельности, избрании и составе членов. Более того, среди историков идут споры относительно того, не было ли упоминание буле Ахейского союза обозначением Народного собрание. Наиболее известным является афинский буле. Как отмечает Оксиринхский историк, обвинение в «аттикизме» было серьёзным упрёком в адрес демократов всех полисов Эллады. Оно обозначало не стремление стать под власть Афин, а желание приблизить государственный строй своего полиса к афинскому.
В Беотийском союзе, во время существования в нём демократии, буле находился под контролем ежегодно избираемых беотархов. Некоторые исследователи, по всей видимости ошибочно, полагают, что в совет входили исключительно беотархи. Согласно Фукидиду, в Беотии одновременно существовало четыре буле. Особенностью их функционирования было разделение обязанностей — один готовил повестку дня, другие её обсуждали и принимали решения. Похожие, по типу избрания членов буле и особенностям функционирования, на афинский были государственные советы в Эрифрах, Кизике, Самосе, Делосе, Мегаре и других полисах Эллады.
Наличие в полисе булевтериона и проведение в нём буле были показателями независимости. Так, к примеру, древнегреческий философ Фалес Милетский считал, что перед угрозой персидского завоевания ионийским городам следует построить общий булевтерион. По своей сути он предлагал синойкизм, а именно пожертвовать частью свобод ради общего дела. Булевтерионы строили во всех частях Древней Эллады от Сицилии до северного Причерноморья.
После подчинения греческих полисов Македонией во второй половине IV века до н. э., в период эллинистических монархий, происходило аристократическое перерождение буле. На Коринфском конгрессе 338—337 годов до н. э., который завершил процесс подчинения Греции македонскому господству, произошла трансформация политической системы Эллады. В греческих источниках решения конгресса официально обозначались либо постановлениями эллинов, либо соглашениями эллинов с македонским царём Филиппом II. Официально в тексте договора провозглашались свобода и автономия для всех эллинов, сохранение и незыблемость того государственного порядка, который существовал у всех участников на момент его подписания. Одновременно договор ограничивал свободу и суверенитет греческих полисов. Им было запрещено вести междуусобные войны, надлежало поставлять в союзную армию корабли и солдат. Внешне организация нового союза между греческими полисами и Македонией предполагала формальное равноправие двух сторон. Греки были представлены общим советом — синедрионом, а Македония — своим царём. Каждый полис, согласно своему политическому весу и контингенту солдат, которых он направлял в союзное войско, имел соответствующее представительство. Формально синедрион стал высшим политическим органом союза эллинов. Фактически его создание привело к потере независимости каждого конкретного полиса. Местные буле перестали быть главными органами законодательной и исполнительной власти, над которыми могло стоять лишь Народное собрание. Выборы в советы жеребьёвкой были прекращены, должность булевта стала пожизненной. Новый Буле превратился в замкнутую структуру, которая стала самостоятельно принимать решения без их утверждения Народным собранием. В период римского владычества Буле превратился в одну из курий — городской совет муниципальной общины в провинции, который мог решать только те дела, которые относились к местному самоуправлению. Так, к примеру, в одном из указов Адриана афинскому буле разрешалось принимать решение о поставках оливкового масла, однако в случае конфликтов надлежало апеллировать к римским должностным лицам.

## Афины
Согласно законам Драконта 621 года до н. э. в Афинах был создан совет Ареопага из 401 человек, в который входили избранные из трёх высших имущественных классов граждане старше 30 лет. Этот совет должен был стоять на страже законов, контролировать должностных лиц, чтобы те действовали по закону.
Солон провёл ряд реформ политической жизни Афин. Он, в частности, учредил буле, или Совет Четырехсот. В него входили по 100 человек из каждой филы. Как и при Драконте в Совет могли попасть лишь представители трёх высших имущественных классов. Буле был ответственным за подготовку и внесение законопроектов-пробулевм на рассмотрение Народного собрания, контроль за текущими административными и финансовыми делами.
Состав и функции Буле изменились после реформ Клисфена в 508—507 годах до н. э. Клисфен увеличил состав буле до 500. Реформа не ограничивалась изменением количества членов совета. Совет пятисот избирался из каждого дема (в филу входило от 6 до 21 демов). Квота каждой из десяти фил составляла 50 человек. Члены совета избирались путём ежегодной жеребьёвки среди демотов. Каждый дем направлял в Буле определённое, прописанное законом, количество людей. Так как в этом государственном органе были представители всего демоса Аттики, избираемые случайной жеребьёвкой, то Буле стал выражать господствующие в народе мнения и политические течения. Значение этого органа усилилось. Компетенция буле распространялась на все отрасли государственного управления.
Буле являлся одним из главных оплотов демократии. При олигархических переворотах, таких как Переворот Четырёхсот в 411 году до н. э. или правление Тридцати тиранов (404—403 годы до н. э.), новые правители первым делом прекращали деятельность буле.

### Процедура вступления булевта в должность
Когда производят докимасию, прежде всего предлагают вопрос: «Кто у тебя отец и из какого он дема, кто отец отца, кто мать, кто отец матери и из какого он дема?» Затем спрашивают о том, есть ли у него Аполлон Отчий и Зевс Оградный и где находятся эти святыни; далее, есть ли усыпальницы и где они находятся; наконец, исполняет ли он свой долг по отношению к родителям, платит ли подати и отбывал ли военные походы. Допросив об этом, председатель говорит: «Пригласи свидетелей в подтверждение этого». Когда он представит свидетелей, председатель ставит вопрос: «Угодно ли кому-нибудь выступить с обвинением против него?» И, если выступит кто-нибудь обвинителем, он предоставляет слово и для обвинения и для защиты и после того ставит вопрос на голосование — в Совете поднятием рук, а в суде — подачей камешков. Если же никто не пожелает выступить с обвинением, он тотчас же производит голосование.
Важной частью реформы Клисфена стала не только организация работы государственных учреждений, но и процедура выбора членов буле. Жеребьёвка, по результатам которой членом законодательного органа мог стать любой афинянин, как аристократ-евпатрид, так и обычный полноправный демот, исключила саму возможность связанных с выборами распрей. Перед занятием должности булевта выбранный случайным образом демот должен был пройти процедуру докимасии (в дословном переводе «испытание»). Гражданина оценивали не по способностям, знаниям законов и обязанностей службы, а по поведению (чтил ли он родителей и отеческие святыни, находился ли на военной службе и не утаивал ли налоги) и формальным критериям, как то происхождение от свободных и полноправных граждан, возраст более 30 лет. Докимасию производили перед Буле, чьи полномочия подходили к концу. Любой гражданин мог заявить протест и обвинить булевта в неподобающем поведении и/или происхождении. В таком случае докимасия превращалась в суд, по результату которого человек становился либо не становился булевтом. В какой-то момент полномочия буле в контексте докимасии были урезаны. Булевты, чей годичный срок нахождения в должности подходил к концу, стали принимать не окончательное решение отказать соискателю, а передавать дело в Народный суд Гелиею.
С 501 года до н. э. булевты после успешной докимасии приносили клятву. Текст клятвы до наших дней не дошёл. Из античных источников известно, что её основой было «подавать государству возможно лучшие советы и руководствоваться законами». Ксенофонт приводит историю о том, как Сократ, будучи эпистатом (председателем) буле, отказался пойти на поводу у мнения толпы и влиятельных лиц, но не нарушил присяги и не переступил через закон.

### Притания

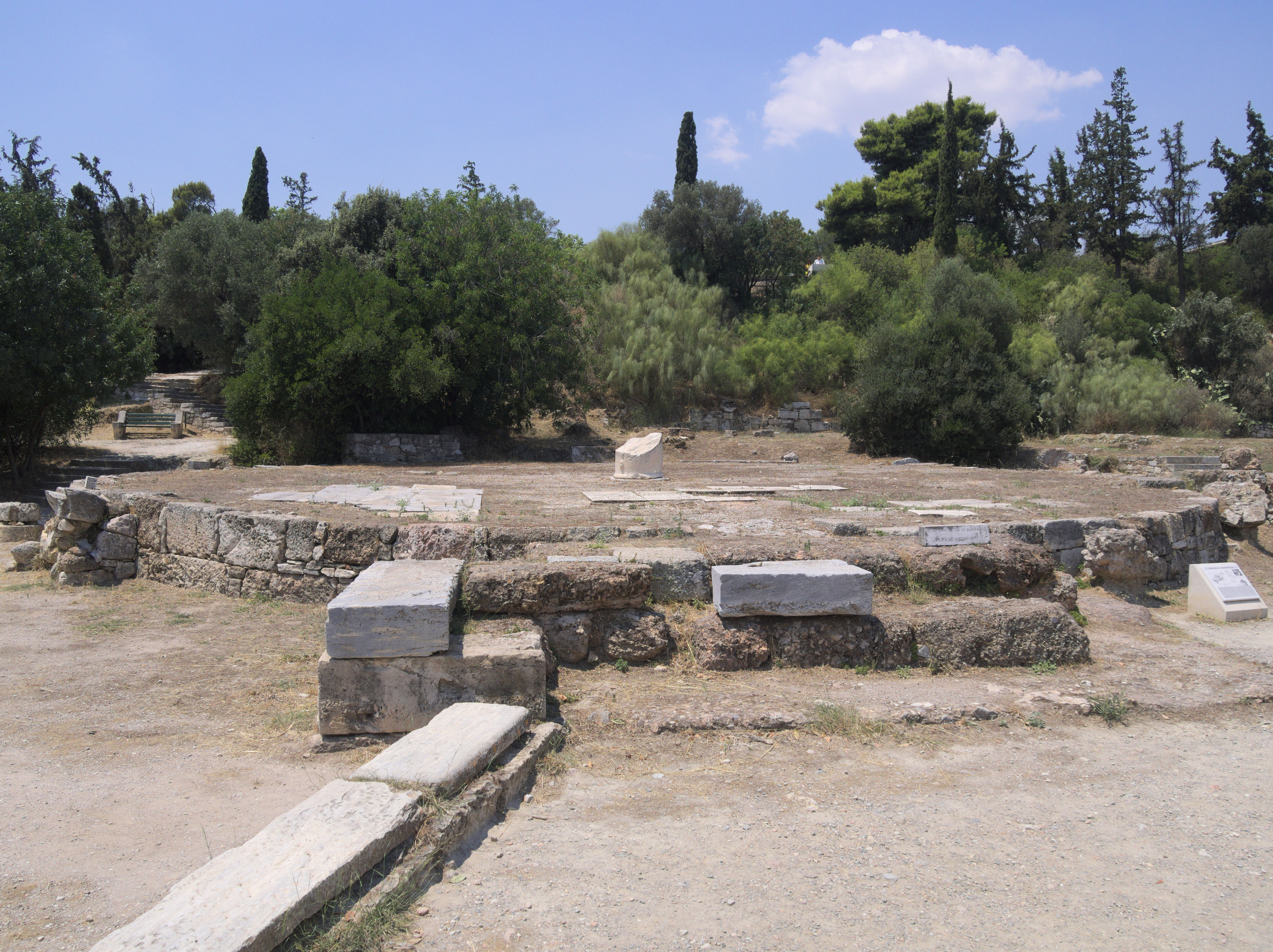
Руины афинского Толоса, где собирались пританы

Буле состояло из 500 членов. Однако по практическим соображениям совет делился на 10 частей, по 50 человек из одной филы. Каждая из частей руководила Афинами поочерёдно в течение 35 или 36 дней в обычный год и 38—39 в високосный и называлась «пританией» (др.-греч. πρυτανεία). Из числа пританов ежедневно выбирали председателя эпистата.
Порядок выбора филы, которая будет занимать пританию, и эпистата был случайным. Он, как и выборы булевтов, определялся случайной жеребьёвкой, которая проходила ближе к концу исполнения обязанностей каждой из пританий. Таким образом существенно снижался риск подкупа официальных лиц. Никто не мог точно знать, какая из пританий будет рассматривать его дело. Также никто из булевтов не мог точно знать, будет ли он выбран эпистатом.
Пританы собирались и питались за счёт государства в Толосе на Агоре, в то время как местом заседаний остальных булевтов был булевтерий. Заседания пританов проходили каждый день, за исключением праздников и «несчастливых» дней. Четыре раза за время каденции пританам надлежало собирать Народные собрания.
Эпистат с тринадцатью пританами должен был находиться ночь и день в Толосе. В это время он являлся хранителем ключей от государственных казны и архива, а также государственной печати.
Антиковеды приводят следующую статистику, которая свидетельствует об особенностях демократии в Древних Афинах. К 400 году до н. э. в государстве проживало 20—25 тысяч полноправных граждан. Стать булевтом мог стать только человек старше 30 лет. В течение активной жизни, когда человеку было от 30 до 60 лет в государстве должно было смениться 10950 эпистатов. Так как эту должность никто не мог занимать дважды, то каждый второй полноправный гражданин в течение жизни становился формальным главой государственного совета.
Должности булевтов и пританов были оплачиваемыми. За каждый день заседания булевт получал по пять оболов, а притан — шесть.

### Заседания буле
Заседания буле могли проходить ежедневно, за исключением праздников и «несчастливых» дней. Для заседаний совета было отведено здание булевтерий. В античных источниках содержатся сведения, что булевты могли собираться для решения тех или иных вопросов в самых разнообразных местах — в порту, когда речь шла о флоте, Элевсине на следующий день после мистерий, Акрополе.
В булевтерии находилось несколько святынь. Их присутствие не только «освящало» заседания, но и давало возможность ораторам спокойно высказывать свои мысли. Оскорбление и физическое воздействие на человека, который находился у алтаря или статуи божества, считались святотатством.
Заседания буле созывали пританы. Из числа 450 булевтов избирали девять проедров, а среди них — председателя. Председатель получал от пританов повестку заседания. В обязанности проедров входили подсчёт голосов и поддержание порядка во время собрания.
Повестка менялась от заседания к заседанию. Были и стандартные вопросы, которые следовало обсуждать не менее одного раза за одну пританию. К таковым относились вопросы поддержания городских гавани и стен в надлежащем состоянии, взыскание государственных долгов. Булевт имел право представить на рассмотрение совета своё предложение вне подготовленной пританами повестки. Однако если оно противоречило действующим законам, то булевт мог сам быть подвергнут суду «по обвинению в противозаконии». Обычные граждане могли находиться в булевтерии и следить за ходом заседания. Выступать они могли только после разрешения одного из проедров. При решении особо важных вопросов случайных зрителей могли попросить покинуть зал заседания. «Открытость» для посещения булевтерия распространялась только на афинян. Люди из других греческих государств, либо иностранцы, могли присутствовать только по разрешению проедров. Решения Буле принимались путём прямого и открытого голосования поднятием рук.

### Полномочия буле
Афинский совет сочетал в себе три ветви власти: законодательную, исполнительную и судебную. Однако ни в одной из них его полномочия не были абсолютными.
Законодательная власть
Буле был ответственным за подготовку и внесение законопроектов-пробулевм на рассмотрение Народного собрания. Только в том случае, когда Народное собрание утверждало пробулевму, она становилась законом. По мере развития демократии многие функции буле взяло на себя Народное собрание. Различие между псефизмами (постановлениями) Народного собрания и законами стало утрачиваться. Народ, в период разложения афинской демократии, перестал ограничивать себя законами и надзором контролирующих государственных органов таких как буле.
Буле — орган исполнительной власти
Буле был вовлечён во все аспекты финансов Афинской демократии: от надзора за сбором денег до их распределения на текущие дела. Ещё античные авторы отмечали, что «когда у Совета есть деньги для управления, он не прибегает ни к каким предосудительным мерам; а когда попадает в безвыходное положение, то бывает вынужден принимать исангелии, конфисковать имущество у граждан и склоняться на самые скверные предложения ораторов». Затраты Афинской демократии включали поддержание в должном состоянии городских стен и гавани, военно-морского флота, различные выплаты гражданам, в том числе и должностным лицам, проведение многочисленных празднеств. Так как буле распоряжался столь огромными по античным меркам деньгами, то в Афинах была создана система параллельного учёта и контроля его действий. Существовали магистратуры аподектов, которые отвечали за сбор налогов; логистов, которые проверяли финансовые отчёты и др. Таким образом, хоть Буле и находился в центре получения и распределения государственных денег, сами члены Совета денег не получали и счетов не вели. Они были лишь свидетелями этих процессов, одобряли затраты и контролировали доходы. Аудиторы, при выявлении сговора и коррупции в среде булевтов, должны были докладывать о преступлении не в Буле, а архонтам и в Народный суд напрямую.
Также буле решал вопросы международной политики. Он часто представлял народ Афин, когда принимал послов иностранных государств, выбирал афинян, которые будут представлять Аттику за границей. По сравнению с Народным собранием, Буле обладал важным преимуществом при обсуждении международных вопросов — возможностью проводить закрытые заседания.
Судебные функции
Решением буле должников и лиц, подозреваемых в государственной измене, могли заключать в тюрьму. Однако постановление буле не было окончательным. Его должны были подтвердить гелиасты из Народного суда.